# Alexander Gottlieb Baumgarten
Alexander Gottlieb Baumgarten (17. července 1714 v Berlíně – 27. května 1762 ve Frankfurtu nad Odrou) byl německý filozof, jehož osvícenská filozofie byla pod vlivem Leibnizovsko-Wolffovského systému. Studoval na Halle Universität pod vedením Augusta Hermanna Francka, krom toho navštěvoval jenskou univerzitu pod vedením Christiana Wolffa.
Ve svém nejdůležitějším díle Aesthetica poprvé definoval pojem estetika a vyhlásil ji jako svébytnou disciplínu v rámci filozofie. Baumgartovo pojetí estetiky mělo zásadní vliv na pojetí této disciplíny Johannem Gottliebem Herderem.